# Département de l'Éducation (Royaume-Uni)
Pour les articles homonymes, voir Département de l'Éducation.
Le département de l'Éducation (Department for Education ou DfE) est un département exécutif du gouvernement britannique.
Il est responsable de la politique d'éducation du Royaume-uni, et est dirigé par le secrétaire d'État à l'Éducation.

## Historique
Le DfE a été formé le 12 mai 2010 par le gouvernement de coalition dirigé par David Cameron, prenant les responsabilités de l'ancien département des Enfants, des Écoles et des Familles (Department for Children, Schools and Families).

## Fonctions
Le DfE est directement responsable des écoles publiques d'Angleterre.

## Ministres
- Secrétaire d'État à l'Éducation : Bridget Phillipson
  - Ministre d'État :
    - Sous-secrétaire d'État parlementaire à l'Enfance et à la Famille : Janet Daby
- Secrétaire permanent : Jonathan Slater.

### Liens  externes
- (en) Site officiel